# Agabus audeni
Agabus audeni är en skalbaggsart som beskrevs av Wallis 1933. Agabus audeni ingår i släktet Agabus och familjen dykare. Inga underarter finns listade i Catalogue of Life.